# Bracharoa reducta
Bracharoa reducta är en fjärilsart som beskrevs av Erich Martin Hering 1926. Bracharoa reducta ingår i släktet Bracharoa och familjen tofsspinnare. Inga underarter finns listade i Catalogue of Life.